# Akhtubinsk
Huyện Akhtubinsk (tiếng Nga: ? райо́н) là một huyện hành chính tự quản (raion), của Tỉnh Astrakhan, Nga. Huyện có diện tích ? km². Trung tâm của huyện đóng ở Akhtubinsk.